# Carex kirkii
Carex kirkii är en halvgräsart som beskrevs av Donald Petrie. Carex kirkii ingår i släktet starrar, och familjen halvgräs.

## Underarter
Arten delas in i följande underarter:
- C. k. elatior
- C. k. kirkii